# Esthefany Rodrigues
Esthefany de Oliveira Rodrigues (São Paulo, 31 de outubro de 1998) é uma nadadora paralímpica brasileira. Possui conquistas em Jogos Parapan-Americanos, além de ter participado dos Jogos Paralímpicos de Verão de 2020.

## Biografia
Esthefany nasceu com displasia epifisária, causando um encurtamento dos braços, pernas e tronco. Pratica natação desde os três anos, por orientação médica.
Na juventude, passou a competir nos esportes de alto rendimento. Disputou os Jogos Parapan-Americanos de jovens de 2013, na Argentina, sendo ouro ouro nos 400m livre, 100m livre e 50m livre e prata 50m costas. Em 2015, chegou pela primeira vez em uma edição do Campeonato Mundial de Natação Paralímpica, na competição realizada em Glasgow. Na ocasião, foi medalha de ouro no revezamento 4x50m misto 20 pontos.
Competiu nos Jogos Parapan-Americanos de 2015, em Toronto, no Canadá. Foi medalha de ouro no revezamento 4x50m livre, prata nos 50 metros livre, 100 metros livre, 200 metros livre e 50 metros costas, além de um bronze nos 100 metros peito.
Nos Jogos Parapan-Americanos de 2019, conquistou mais quatro medalhas: ouro nos 200 metros medley, prata nos 50 metros borboleta e 100 metros peito e bronze nos 200 metros livre.
Sua primeira experiência em Jogos Paralímpicos veio na edição de 2020, em Tóquio. Ficou em quinto lugar na classificatória dos 200 metros livre S5.
Disputou o Mundial de Natação Paralímpica de 2023, em Manchester. Ficou em 12º lugar nos 50 metros livre, 14ª lugar nos 50 metros costas, 5º lugar nos 50 metros borboleta, 7º lugar nos 200 metros medley e 11º lugar nos 100 metros livre.